# Rymdfart

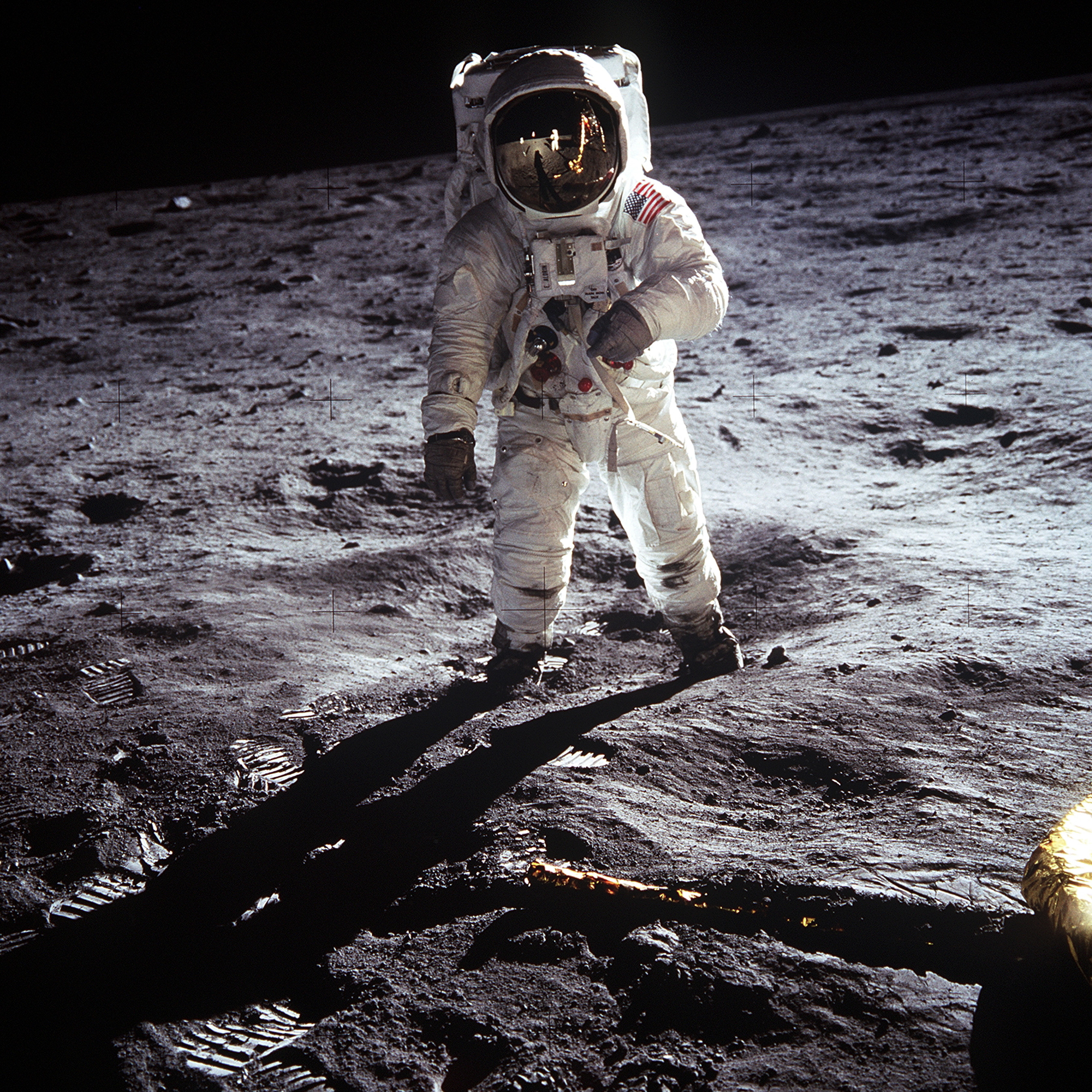
Buzz Aldrin på månen 1969.

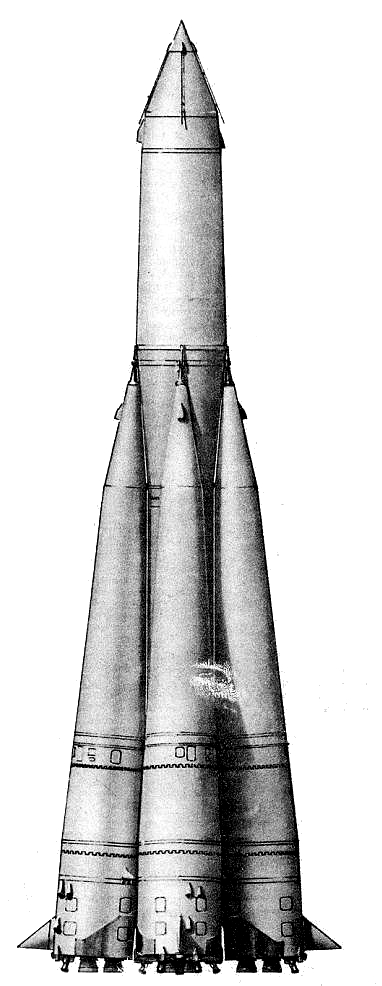

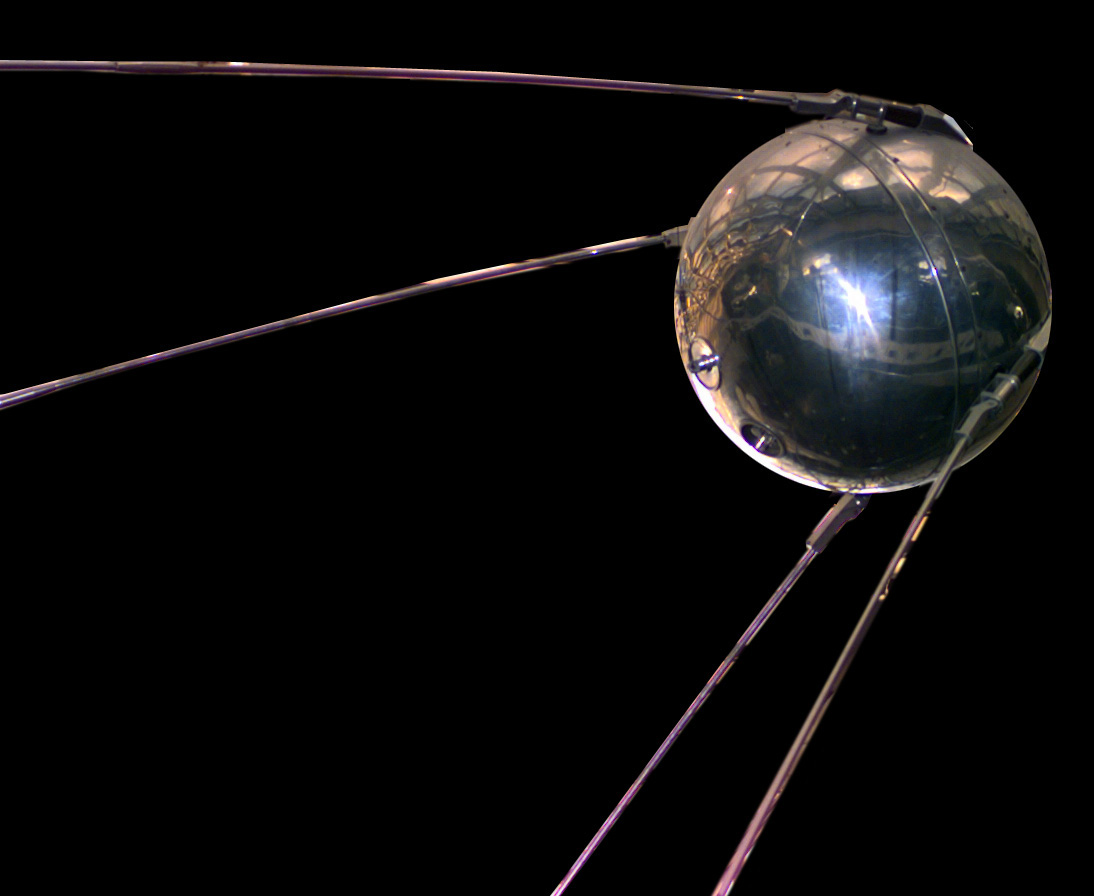
Sputnik 1

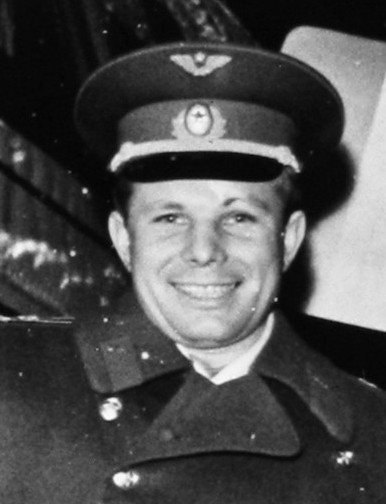
Jurij Gagarin

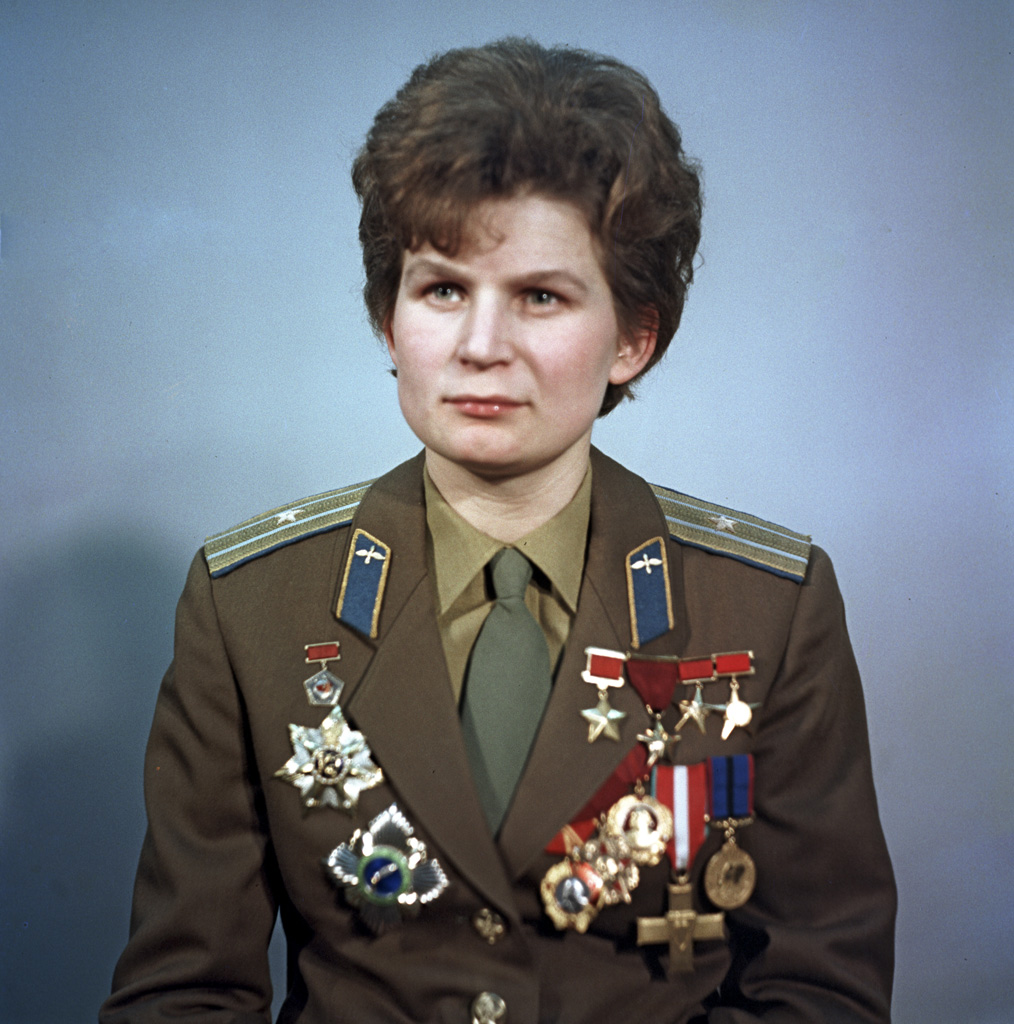
Valentina Teresjkova

Rymdteleskopet Hubble

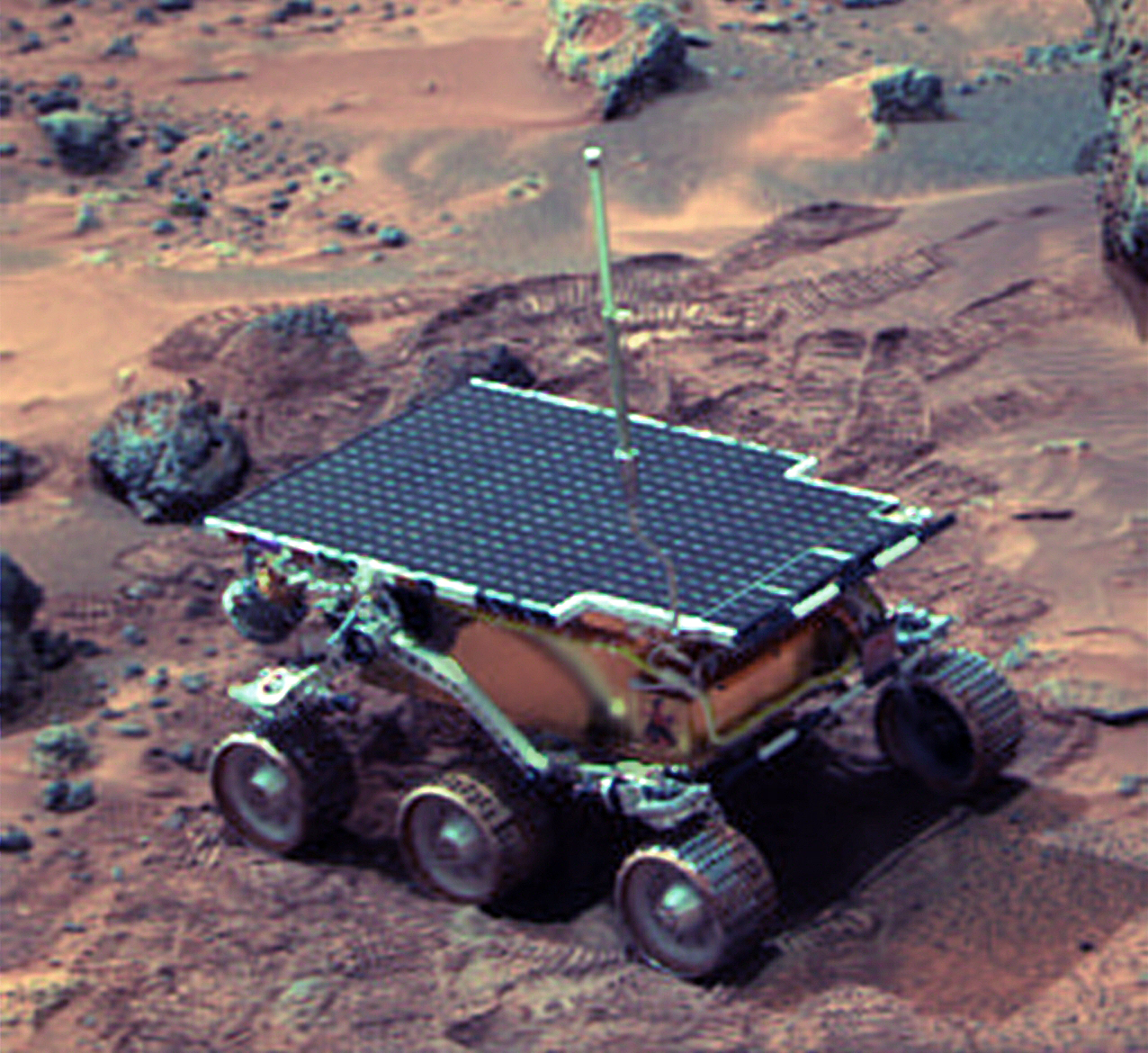
Sojourner på Mars

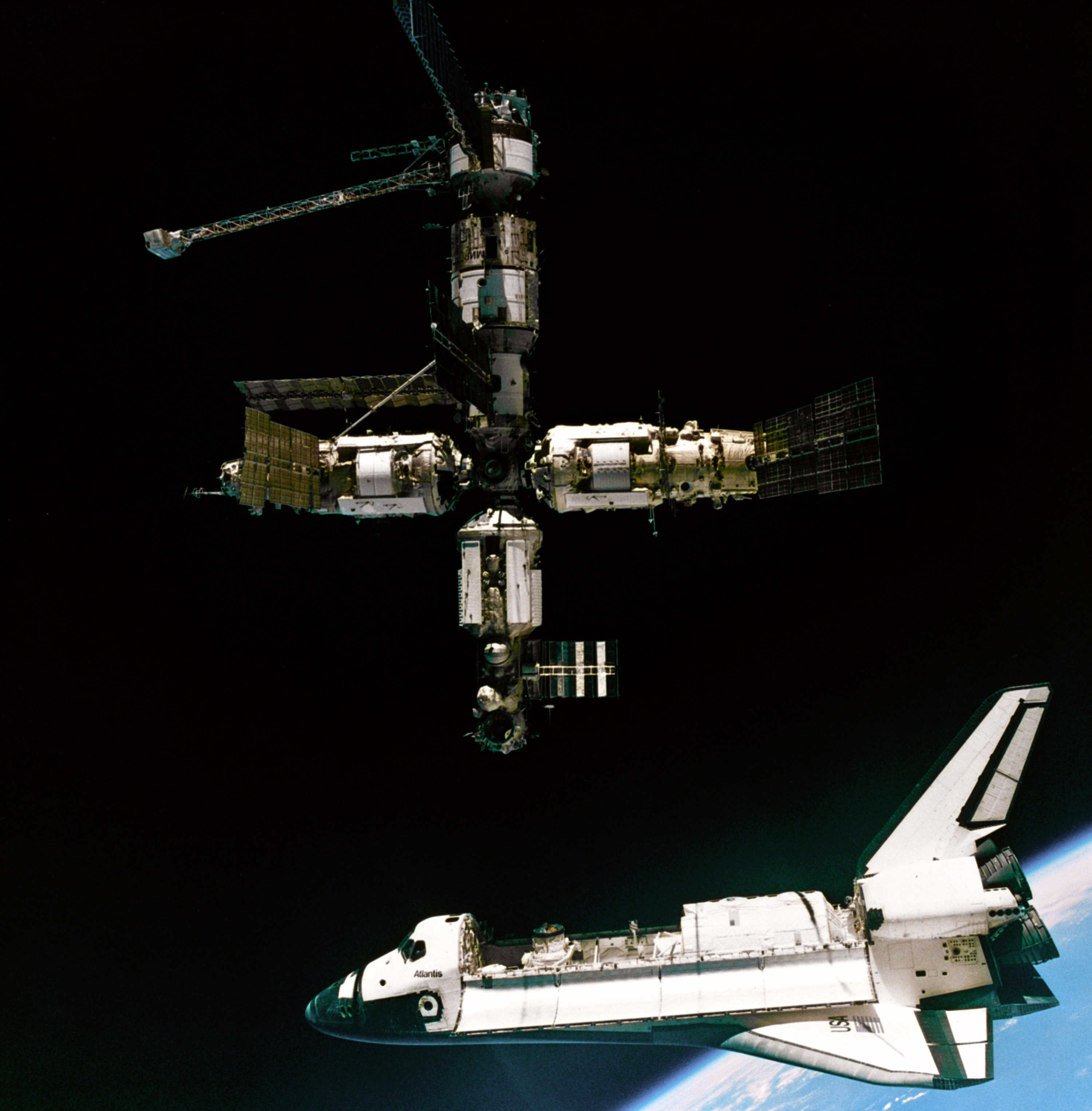
Mir och Atlantis

Med rymdfart avses framdrivning av människotillverkade föremål i rymden.
Rymdfart sker med rymdsonder och rymdfarkoster uppskjutna med rymdraketer och har sedan sitt eget framdrivningssystem avsett att nå rymdfarkostens beräknade mål. Mycket av dagens rymdforskning går ut på att studera jorden och dess miljö. Man genomför forskning både inom biologiska områden och inom materialforskning. Rymden ger utrymme för att skapa konstgjord mikrogravitation vilket erbjuder andra möjligheter att forska än man har på jorden med den gravitation vi människor i vardagligt liv är vana vid.

## Rymdfart efter land
Rymdfart organiseras ofta av statliga eller mellanstatliga myndigheter, men det finns även mer eller mindre privat rymdfart.

### Myndigheter
- NASA är rymdmyndighet i USA.
- ESA är en mellanstatlig rymdmyndighet för Belgien, Danmark, Finland, Frankrike, Grekland, Irland, Italien, Kanada, Luxemburg, Nederländerna, Norge, Portugal, Spanien, Sverige, Schweiz, Storbritannien, Tyskland och Österrike
- Lista över rymdstyrelser

### Rymdprogram
- Sovjetunionens rymdprogram
- Kinas rymdprogram

### Sverige
Sverige har sedan mitten av 1900-talet varit aktiva i rymden. Sveriges ledstjärnor inom rymdfart är och har alltid varit effektivitet, samarbete och ekonomi. Detta då budgeten för svenska rymdforskningsprojekt, som bestäms av regeringen och delas ut av Rymdstyrelsen, alltid varit begränsad i relation till andra större länders och organisationers ekonomi.

Sverige var ett av de tio länderna som år 1975 grundade Europeiska rymdorganisationen (ESA) och det är i samarbete med dem som de flesta svenska rymdprojekt genomförs. Samarbete sker dock även med andra organisationer, så som amerikanska NASA och ryska rymdflygstyrelsen.

## Historik
Se rymdkapplöpningen, Mir, rymdfärja och Internationella rymdstationen.
Rymdkapplöpningen inleddes när Sovjetunionen i oktober 1957 skickade iväg obemannade farkosten Sputnik 1.

## Raketer
För utforskandet av rymden finns det ett flertal slags raketer som används för olika ändamål. Samma typ av raket kan användas till flera olika sorters uppdrag. Under senare tid har man utvecklar raketer med bärraketer för att få större lyftkraft från start och på så vis få ut större nyttolaster ut i rymden. Olika varianter av raketer är rymdraketer, sondraketer, månraketer, med flera.

## Rymdfarkost
Rymdfarkoster kan delas in i tre kategorier - rymdsonder, bemannade rymdfarkoster och rymdstationer.

### Rymdsonder
En rymdsond är en obemannad rymdfarkost som oftast styrs från en kontrollstation på jorden. En rymdsonds uppgift är (oftast) att samla in information för forskningsändamål. Forskningsändamålet kan till exempel vara bevisning av olika teser inom ämnen som astronomi och fysik. Rymdsonder delas in i tre underkategorier - interplanetära sonder, interstellära sonder och satelliter. Vilken kategori en sond hamnar i beror på vilken typ av rymdkropp den är följeslagare till.

#### Interplanetära sonder
Interplanetära sonder är sonder som skickas mellan olika planeter och andra rymdobjekt inom solsystemet. Den första interplanetariska sonden var Lunik 1 som sändes upp av Sovjetunionen 2 januari 1959 med destination månen.
Lunik 1 missade dock månen med 5000 km och hamnade därefter i en bana kring solen. Den första sonden att nå månen var Lunik 2 som skickades upp 12 september 1959. Lunik 2 kraschade i trakten av Ångornas hav och kunde därför inte ge några som helst teknisk data från månen. Luna 9, också sovjetisk, som sändes upp 31 januari 1966 blev det första människoskapade föremålet som mjuklandade på månen och sände teknisk data tillbaka till Jorden. Landningen med Luna 9 skedde den 3 februari 1966.
Den första landningen på en annan planet, Venus, genomfördes med sonden Venera 7 som skjutits upp den 17 augusti 1970. Sonden genomförde den första bekräftade landningen den 15 december 1970.
NASA sände upp marssonderna Viking 1 och Viking 2 från Cape Canaveral den 20 augusti respektive den 9 september 1975 för utforskning av Mars. Sonderna gjorde varsin mjuklandning den 20 juli respektive 3 september 1976.
Alla planeter i Solsystemet har besökts av rymdsonder. Även Pluto, i augusti 2006 omklassificerad till dvärgplanet av IAU, besöktes i juli 2015 av amerikanska rymdsonden New Horizons.

#### Interstellära sonder
Interstellära sonder är sonder som skickas ut i den interstellära rymden, det vill säga utanför vårt eget solsystem. Till dags dato är det endast 4 existerande sonder som har skickats ut från vårt solsystem, nämligen Pioneer 10 och Pioneer 11 som sändes ut i rymden 3 mars 1972 respektive 6 april 1973 samt Voyager 1 och Voyager 2 som sändes ut i rymden under 1977. Voyager-sonderna har sedan år 2000 sänt tillbaka värdefull information om heliopausen vilket är den yttersta gränsen för hur långt ut i rymden solen har en märkbar påverkan.

#### Satelliter
Det som vi i dag är mest bekanta med när det gäller rymdsonder är de satelliter som ligger i bana runt Jorden. Satelliter runt jorden kallas allmänt för Jordsatelliter. Ordet satellit betyder följeslagare. Det ryska ordet för följeslagare är Sputnik. Jordsatelliterna har många olika användningsområden. Dessa satelliter kallas jordresurssatelliter, fjärranalyssatelliter, navigeringssatelliter, spionsatelliter, teleskopsatelliter, kommunikationssatelliter, vädersatelliter, etc.

### Bemannade rymdfarkoster
I en bemannad rymdfarkost färdas levande varelser, i huvudsak människor. De första rymdfarkosterna med mänsklig bemanning var enmansfarkoster som Vostok och Mercury. Farkosten har som uppdrag att föra en person från en plats till en annan för olika uppdrag. Fram till runt år 2020 kommer det huvudsakligen att röra sig om transporter av astronauter och forskare till den internationella rymdstationen ISS. Från 2020 finns det också planer på att skicka människor till Mars.

### Rymdstationer
En rymdstation är ett objekt i rymden i vilken människor bor och jobbar, ofta under en längre tidsperiod. Dessa personer är människor som forskar i laboratoriemiljö, gör undersökningar av närmiljön eller bedriver annat forskningsarbete. Hitintills har alla rymdstationer även varit jordsatelliter, men det finns inget teoretiskt hinder för andra typer av rymdstationer. De första rymdstationerna var Saljut och Skylab, vars uppföljare är Mir och ISS.

## Rymdfärder
Rymdfärder är de färder och transporter som görs av rymdfarkoster uppskjutna till rymden. En rymdfärd räknas från det rymdfarkosten lämnat startplattan till dess att den antingen landar, upphör att existera eller upphör att fungera.
Kastbanefärder sker i en ballistisk bana och varar ofta inte mer än 15-25 minuter. Det är dock tillräckligt länge för att man ska hinna genomföra experiment i mikrogravitation i någon eller några minuter. Alla uppskjutningar från Esrange i norra Sverige är kastbanefärder.
Omloppsbanefärder kallas de färder med rymdfarkoster som går i omloppsbana runt jorden. Detta är de färderna som man oftast menar med rymdfärd.
Månfärder är färder som görs från jorden till månen. Människan har genomfört nio bemannade månfärder, varav sex har resulterat i landningar. 1959 skickade människan den första fjärrstyrda rymdsonden till månen, medan 1969 som människor första gången landsteg på månen
En interplanetarisk färd är en färd som sker mellan jorden och andra planeter i solsystemet och dess system med satelliter. Ingen människa har ännu genomfört en sådan rymdfärd. Tekniken går dock fort fram och år 2020 är inte ett helt orealistiskt datum för en resa till exempelvis Mars.
Interstellära färder är färder som går från solsystemet ut till den interstellära rymden. I dag finns ingen rimlig möjlighet att skicka ut människor på sådana färder, eftersom det dels skulle ta lång tid dels äventyra besättningens liv långt innan framkomsten.
Intergalaktiska färder är turer som sker ut från Vintergatan till andra galaxer. Precis som interstellära färder är de i dag omöjliga, då de skulle ta för lång tid och är för tekniskt krävande. I science fiction-berättelser är däremot dessa rymdfärder vanligt förekommande med mer eller mindre rimliga anordningar. Om man bortser från de mest fantasifulla, inses att dessa turer kräver både någon fortlöpande avtappningsbar energikälla och/eller någon metod att tryggt låta besättningen gå i ide under färden. Men man kommer att få skäl att begrunda tvillingparadoxen.

## Rymdbaser
Rymdbaser är rymdstationer som placeras på andra himlakroppar som till exempel månen eller Mars.

### Månbaser
Under Apolloprogrammets utvecklingsfas planerades det att man skulle bygga en bas på månen med en permanent besättning på åtta (8) man. Utvecklingen kom dock inte längre än till utvecklingsfasen. I början av 2000-talet visade dock USA nytt intresse.

### Planetbaser
Den enda bas som är rimligt att förlägga till en annan planet är en bas på Mars. Många studier har gjorts med tanke på en sådan bas men inga konkreta planer har kunnat göras.

## Rymdfarare
Se även Lista över rymdfarare
Genom decennierna har många personer åkt upp i rymden. Den första var Jurij Gagarin som år 1961 blev den första människan i rymden. 1963 blev Valentina Teresjkova den första kvinnan i rymden. Den första svensken i rymden blev Christer Fuglesang som i NASA:s regi åkte upp till Internationella rymdstationen, ISS år 2006. Fler personer som gjort resor utanför vår atmosfär kan ses i "Lista över rymdfarare".

## Statistik
Antal per årår0306090120150195019601970198019902000201020202030Soviet Union/RussiaUnited States of AmericaPeople's Republic of ChinaFrance/European UnionJapanIndiaNew ZealandIranIsraelItalyNorth KoreaSouth KoreaCayman IslandsUnited KingdomBrazil
Antal primära orbitala uppskjutningar.